# Prva liga SR Jugoslavije 1995-1996
L'edizione 1995-96 del campionato jugoslavo fu la quarta della Repubblica Federale di Jugoslavia e vide la vittoria finale del Partizan.
Capocannoniere del torneo fu Vojislav Budimirović (Čukarički), con 23 reti.

## Formula
Questa è la prima edizione con la formula dei tre punti a vittoria.
Le 20 squadre vengono divise in due gironi all'italiana andata e ritorno; le migliori squadre della stagione precedente sono inserite nel Gruppo A, le rimanenti in quello B.
Alla conclusione delle 18 giornate disputate in autunno, le ultime 4 squadre del Gruppo A passano nel Gruppo B e vengono sostituite dalle migliori 4 del Gruppo B. In base al piazzamento vengono assegnati punti-bonus (in base a piazzamento e punti sul campo) che le squadre si portano in dote nella fase primavera.
Al termine delle 18 giornate disputate in primavera:
La vincitrice del Gruppo A è campione di R.F.Jugoslavia.
Le prime 8 squadre del Gruppo A si qualificano per la 1A 1996-97.
Le ultime due squadre piazzatesi del Gruppo A retrocedono nella 1B 1996-97.
Le prime tre del Gruppo B si qualificano per la 1A 1996-97.
La quarta del Gruppo B disputa uno spareggio contro la vincitrice della Druga Liga 1995-96 per un posto nella 1A 1996-97 (la squadra sconfitta confluisce nella 1B).
Le quattro squadre piazzatesi dal 5º all'8º posto del Gruppo B passano nella 1B 1996-97.
La nona del Gruppo B disputa uno spareggio contro la quinta della Druga Liga 1995-96 per un posto nella 1B 1996-97 (la squadra sconfitta retrocede in Druga Liga).
L'ultima del Gruppo B retrocede in Druga Liga 1996-97 direttamente.
Nell'edizione 1996-1997 la Prva Liga sarà divisa sempre in 1A ed 1B, ma questi due gruppi non saranno più interscambiabili, così che a tutti gli effetti la 1A sarà la prima divisione, mentre la 1B la seconda. Di conseguenza la Druga Liga 1996-1997 scivolerà al "terzo gradino".

## Squadre
| Squadra             | Città                  | Provincia       | Stagione 1994-95 | Stagione 1994-95 | Stagione 1994-95 |
| Squadra             | Città                  | Provincia       | Aut.'94          | Prim.'95         | Verdetto         |
| ------------------- | ---------------------- | --------------- | ---------------- | ---------------- | ---------------- |
| Stella Rossa        | Belgrado               | Serbia Centrale | 2º in 1A         | 1º in 1A         | Campione         |
| Partizan            | Belgrado               | Serbia Centrale | 3º in 1A         | 2º in 1A         | in 1A            |
| Vojvodina           | Novi Sad               | Voivodina       | 1º in 1A         | 3º in 1A         | in 1A            |
| Bečej               | Bečej                  | Voivodina       | 1º in 1B         | 4º in 1A         | in 1A            |
| Zemun               | Zemun, Belgrado        | Serbia Centrale | 5º in 1A         | 5º in 1A         | in 1A            |
| OFK Belgrado        | Karaburma, Belgrado    | Serbia Centrale | 6º in 1A         | 6º in 1A         | in 1A            |
| Budućnost           | Podgorica              | Montenegro      | 5º in 1B         | 1º in 1B         | in 1A            |
| Radnički Niš        | Niš                    | Serbia Centrale | 7º in 1A         | 2º in 1B         | in 1A            |
| Proleter Zrenjanin  | Zrenjanin              | Voivodina       | 7º in 1B         | 3º in 1B         | in 1A            |
| Napredak Kruševac   | Kruševac               | Serbia Centrale | 8º in 1A         | 4º in 1B         | in 1A            |
| Rad Belgrado        | Banjica, Belgrado      | Serbia Centrale | 4º in 1A         | 7º in 1A         | in 1B            |
| Borac Čačak         | Čačak                  | Serbia Centrale | 2º in 1B         | 8º in 1A         | in 1B            |
| Hajduk Kula         | Kula                   | Voivodina       | 4º in 1B         | 9º in 1A         | in 1B            |
| Radnički Belgrado   | Novi Beograd, Belgrado | Serbia Centrale | 3º in 1B         | 10º in 1A        | in 1B            |
| Obilić              | Stari Grad, Belgrado   | Serbia Centrale | 6º in 1B         | 5º in 1B         | in 1B            |
| Loznica             | Loznica                | Serbia Centrale | 8º in 1B         | 6º in 1B         | in 1B            |
| Sloboda Užice       | Užice                  | Serbia Centrale | 9º in 1B         | 7º in 1B         | in 1B            |
| Mladost Lučani      | Lučani                 | Serbia Centrale | 1º in 2A         | 1º in 2A         | promossi in 1B   |
| Čukarički           | Čukarica, Belgrado     | Serbia Centrale | 4º in 2A         | 2º in 2A         | promossi in 1B   |
| Mladost Bački Jarak | Bački Jarak, Temerin   | Voivodina       | 3º in 2A         | 3º in 2A         | promossi in 1B   |

### Squadra campione
- Allenatore: Ljubiša Tumbaković

- Ivica Kralj
- Nikola Damjanac
- Viktor Trenevski
- Bratislav Mijalković
- Darko Tešović
- Gjorgji Hristov
- Ivan Tomić
- Dražen Bolić
- Mladen Krstajić
- Predrag Pažin
- Đorđe Svetličić
- Dejan Peković
- Dejan Vukićević
- Damir Čakar
- Dragan Ćirić
- Zoran Mirković
- Niša Saveljić
- Zoran Đurić
- Igor Taševski
- Albert Nađ
- Marko Marković
- Rahim Beširović

## Fase autunno

### 1 A autunno
|     | Classifica         | Pti | G  | V  | N | P  | GF | GS | DR  | Destino          |
| --- | ------------------ | --- | -- | -- | - | -- | -- | -- | --- | ---------------- |
| 1.  | Partizan           | 46  | 18 | 14 | 4 | 0  | 52 | 9  | +43 | in 1 A Primavera |
| 2.  | Stella Rossa       | 43  | 18 | 14 | 1 | 3  | 49 | 16 | +33 | in 1 A Primavera |
| 3.  | Vojvodina          | 37  | 18 | 11 | 4 | 3  | 34 | 14 | +20 | in 1 A Primavera |
| 4.  | Radnički Niš       | 27  | 18 | 7  | 6 | 5  | 23 | 19 | +4  | in 1 A Primavera |
| 5.  | Bečej              | 27  | 18 | 7  | 6 | 5  | 28 | 16 | +12 | in 1 A Primavera |
| 6.  | Proleter Zrenjanin | 21  | 18 | 6  | 3 | 9  | 19 | 31 | -12 | in 1 A Primavera |
| 7.  | Zemun              | 19  | 18 | 5  | 4 | 9  | 20 | 26 | -6  | in 1 B Primavera |
| 8.  | OFK Belgrado       | 11  | 18 | 2  | 5 | 11 | 20 | 56 | -36 | in 1 B Primavera |
| 9.  | Napredak Kruševac  | 10  | 18 | 2  | 4 | 12 | 14 | 46 | -32 | in 1 B Primavera |
| 10. | Budućnost          | 9   | 18 | 2  | 3 | 13 | 14 | 40 | -26 | in 1 B Primavera |

### 1 B autunno
|     | Classifica          | Pti | G  | V  | N | P  | GF | GS | DR  | Destino          |
| --- | ------------------- | --- | -- | -- | - | -- | -- | -- | --- | ---------------- |
| 1.  | Čukarički           | 38  | 18 | 10 | 8 | 0  | 34 | 6  | +28 | in 1 A primavera |
| 2.  | Rad Belgrado        | 32  | 18 | 9  | 5 | 4  | 32 | 12 | +20 | in 1 A primavera |
| 3.  | Mladost Lučani      | 29  | 18 | 8  | 5 | 5  | 26 | 20 | +6  | in 1 A primavera |
| 4.  | Sloboda Užice       | 27  | 18 | 8  | 3 | 7  | 18 | 23 | -5  | in 1 A primavera |
| 5.  | Hajduk Kula         | 23  | 18 | 5  | 8 | 5  | 16 | 18 | -2  | in 1 B primavera |
| 6.  | Radnički Belgrado   | 22  | 18 | 6  | 4 | 8  | 29 | 32 | -3  | in 1 B primavera |
| 7   | Obilić              | 22  | 18 | 6  | 4 | 8  | 28 | 34 | -6  | in 1 B primavera |
| 8.  | Mladost Bački Jarak | 20  | 18 | 5  | 5 | 8  | 22 | 36 | -18 | in 1 B primavera |
| 9.  | Borac Čačak         | 16  | 18 | 4  | 4 | 10 | 15 | 25 | -10 | in 1 B primavera |
| 10. | Loznica             | 15  | 18 | 3  | 6 | 9  | 24 | 38 | -14 | in 1 B primavera |

## Fase primavera

### 1 A primavera
|     | Classifica         | Bonus | Pti | G  | V  | N | P  | GF | GS | Dif | Destino        | In Europa                      |
| --- | ------------------ | ----- | --- | -- | -- | - | -- | -- | -- | --- | -------------- | ------------------------------ |
| 1.  | Partizan           | 18    | 60  | 18 | 13 | 3 | 2  | 51 | 17 | +34 | Campione       | in Coppa UEFA 1996-1997        |
| 2.  | Stella Rossa       | 16    | 48  | 18 | 9  | 5 | 4  | 27 | 16 | +11 | in 1 A 1996-97 | in Coppa delle Coppe 1996-1997 |
| 3.  | Vojvodina          | 13    | 43  | 18 | 8  | 6 | 4  | 33 | 19 | +14 | in 1 A 1996-97 | in Coppa UEFA 1996-1997        |
| 4.  | Bečej              | 8     | 41  | 18 | 9  | 6 | 3  | 18 | 19 | -1  | in 1 A 1996-97 | in Coppa UEFA 1996-1997        |
| 5.  | Mladost Lučani     | 6     | 32  | 18 | 8  | 2 | 8  | 24 | 27 | -3  | in 1 A 1996-97 | -                              |
| 6.  | Čukarički          | 11    | 29  | 18 | 4  | 6 | 8  | 23 | 23 | 0   | in 1 A 1996-97 | in Coppa Intertoto 1996        |
| 7.  | Rad Belgrado       | 8     | 28  | 18 | 5  | 5 | 8  | 21 | 23 | -2  | in 1 A 1996-97 | -                              |
| 8.  | Proleter Zrenjanin | 6     | 27  | 18 | 6  | 3 | 9  | 24 | 28 | -4  | in 1 A 1996-97 | -                              |
| 9.  | Radnički Niš       | 9     | 26  | 18 | 4  | 5 | 9  | 19 | 37 | -18 | in 1 B 1996-97 | -                              |
| 10. | Sloboda Užice      | 5     | 14  | 18 | 2  | 3 | 13 | 10 | 41 | -31 | in 1 B 1996-97 | -                              |

### 1 B primavera
|     | Classifica          | Bonus | Pti | G  | V  | N | P  | GF | GS | Dif | Destino        | In Europa               |
| --- | ------------------- | ----- | --- | -- | -- | - | -- | -- | -- | --- | -------------- | ----------------------- |
| 1.  | Zemun               | 7     | 40  | 18 | 10 | 3 | 5  | 29 | 14 | +15 | in 1 A 1996-97 | in Coppa Intertoto 1996 |
| 2.  | Borac Čačak         | 2     | 34  | 18 | 10 | 2 | 6  | 24 | 13 | +11 | in 1 A 1996-97 | -                       |
| 3.  | Hajduk Kula         | 6     | 34  | 18 | 8  | 4 | 6  | 20 | 20 | 0   | in 1 A 1996-97 | -                       |
| 4.  | Budućnost Podgorica | 3     | 32  | 18 | 8  | 5 | 5  | 15 | 14 | +1  | spareggio      | -                       |
| 5.  | Obilić              | 5     | 31  | 18 | 8  | 2 | 8  | 20 | 18 | +2  | in 1 B 1996-97 | -                       |
| 6.  | OFK Belgrado        | 4     | 31  | 18 | 8  | 3 | 7  | 23 | 22 | +1  | in 1 B 1996-97 | -                       |
| 7.  | Loznica             | 2     | 27  | 18 | 7  | 4 | 7  | 23 | 22 | +1  | in 1 B 1996-97 | -                       |
| 8.  | Mladost Bački Jarak | 4     | 27  | 18 | 7  | 2 | 9  | 18 | 25 | -7  | in 1 B 1996-97 | -                       |
| 9.  | Napredak Kruševac   | 3     | 24  | 18 | 6  | 3 | 9  | 22 | 27 | -5  | spareggio      | -                       |
| 10. | Radnički Belgrado   | 7     | 17  | 18 | 2  | 4 | 12 | 13 | 32 | -19 | retrocede      | -                       |

### Spareggi

#### Spareggio per la Prva Liga A
A questo spareggio partecipano:
- Budućnost Podgorica (14º in Prva Liga)
- Budućnost Valjevo (1º in Druga Liga)

```
B.Valjevo-
B.Podgorica
             1-0  0-3
```

Il Budućnost Podgorica accede in Prva Liga A, il Budućnost Valjevo accede in Prva Liga B

#### Spareggio per la Prva Liga B
A questo spareggio partecipano:
- Napredak Kruševac (19º in Prva Liga)
- Rudar Pljevlja (5º in Druga Liga)

```
Rudar Pljevlja
-Napredak Kruševac  2-0  2-2
```

Il Rudar Pljevlja viene promosso in Prva Liga B, il Napredak Kruševac viene retrocesso in Druga Liga

## Risultati

### Tabellone 1A autunno 1995
|              | Par | S.R | Voj | R.N | Beč | Pro | Zem | OFK | Nap | Bud |
| ------------ | --- | --- | --- | --- | --- | --- | --- | --- | --- | --- |
| Partizan     | XXX | 1:1 | 1:0 | 1:1 | 2:1 | 2:0 | 5:0 | 6:0 | 4:0 | 3:0 |
| Stella Rossa | 0:1 | XXX | 2:1 | 4:0 | 0:1 | 5:1 | 2:1 | 4:1 | 3:0 | 5:1 |
| Vojvodina    | 1:1 | 3:2 | XXX | 2:1 | 2:0 | 4:2 | 2:0 | 3:0 | 6:0 | 3:0 |
| Radnički Niš | 1:3 | 0:2 | 0:0 | XXX | 0:0 | 2:0 | 2:1 | 3:0 | 4:0 | 2:0 |
| Bečej        | 1:1 | 1:3 | 0:0 | 1:2 | XXX | 1:1 | 3:0 | 3:1 | 6:0 | 2:0 |
| Proleter     | 0:3 | 0:3 | 1:0 | 0:0 | 0:1 | ХХХ | 1:0 | 3:2 | 3:1 | 1:0 |
| Zemun        | 0:2 | 1:2 | 1:1 | 1:1 | 1:0 | 1:1 | XXX | 6:1 | 1:0 | 3:0 |
| OFK Belgrado | 1:8 | 2:6 | 0:1 | 1:1 | 0:4 | 3:1 | 1:1 | XXX | 2:2 | 1:1 |
| Napredak     | 1:3 | 0:1 | 2:3 | 2:3 | 2:2 | 0:3 | 1:0 | 1:1 | XXX | 1:0 |
| Budućnost    | 1:5 | 1:4 | 1:2 | 1:0 | 1:1 | 3:1 | 1:2 | 2:3 | 1:1 | XXX |

### Tabellone 1A primavera 1996
|                | Par | S.R | Voj | R.N | Beč | Pro | Čuk | R.B | Mla | Slo |
| -------------- | --- | --- | --- | --- | --- | --- | --- | --- | --- | --- |
| Partizan       | XXX | 0:0 | 6:3 | 4:0 | 4:1 | 4:1 | 4:2 | 2:1 | 5:0 | 5:0 |
| Stella Rossa   | 2:3 | XXX | 1:0 | 1:1 | 1:1 | 3:1 | 1:0 | 3:1 | 2:0 | 1:0 |
| Vojvodina      | 1:1 | 1:1 | XXX | 4:0 | 5:0 | 1:1 | 1:1 | 0:0 | 5:0 | 2:0 |
| Radnički Niš   | 1:4 | 1:3 | 3:1 | XXX | 2:2 | 1:1 | 0:2 | 0:0 | 2:0 | 2:1 |
| Bečej          | 0:0 | 1:0 | 1:0 | 2:1 | XXX | 1:0 | 1:0 | 1:0 | 1:0 | 1:0 |
| Proleter       | 0:1 | 3:1 | 0:2 | 0:1 | 2:2 | ХХХ | 5:3 | 4:3 | 0:2 | 3:0 |
| Čukarički      | 1:2 | 0:0 | 0:1 | 4:1 | 1:1 | 0:1 | XXX | 3:1 | 1:1 | 3:0 |
| Rad Belgrado   | 2:1 | 0:1 | 2:2 | 3:1 | 0:1 | 1:0 | 1:1 | XXX | 0:0 | 4:0 |
| Mladost Lučani | 1:0 | 3:2 | 1:2 | 4:1 | 2:0 | 0:1 | 2:1 | 3:1 | XXX | 5:1 |
| Sloboda Užice  | 1:5 | 0:4 | 1:2 | 1:1 | 1:1 | 2:1 | 0:0 | 0:1 | 2:0 | XXX |

### Classifica marcatori
| Gol |  |  | Giocatore            | Squadra        |
| --- |  |  | -------------------- | -------------- |
| 23  |  |  | Vojislav Budimirović | Čukarički      |
| 19  |  |  | Nebojša Krupniković  | Stella Rossa   |
| 17  |  |  | Dragan Vulević       | Mladost Lučani |

Fonte: Gol(a) istina - Kraljevi strelaca